# سيمون نيكول
سيمون نيكول (بالإنجليزية: Simon Nicol)‏ هو موسيقي وعازف قيثارة بريطاني، ولد في 13 أكتوبر 1950 في لندن في المملكة المتحدة.

## وصلات خارجية
- سيمون نيكول على موقع IMDb (الإنجليزية)
- سيمون نيكول على موقع ميوزك برينز (الإنجليزية)
- سيمون نيكول على موقع ديسكوغز (الإنجليزية)